# أم الربيع (خنيفرة)
أم الربيع بلدة مغربية ومركز جماعة أم الربيع القروية التابعة لإقليم خنيفرة. بلغ مجموع عدد سكان الجماعة حسب إحصاءات 2004 حوالي 11314 نسمة من بينهم 2 أجانب يعيشون في 2033 أسرة.

## معرض الصور

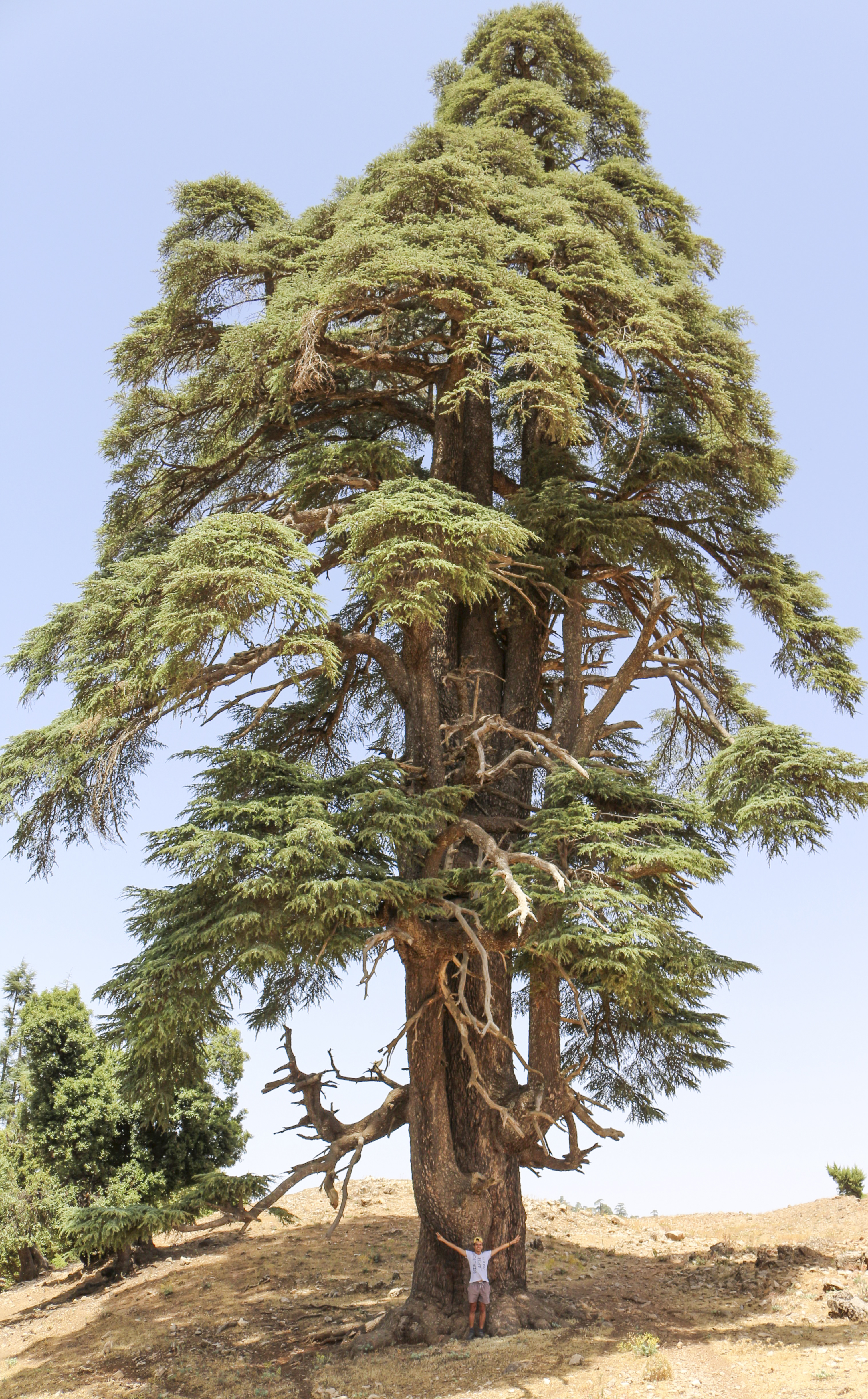
شجرة أرز قرب بحيرة ويوان بجماعة أم الربيع
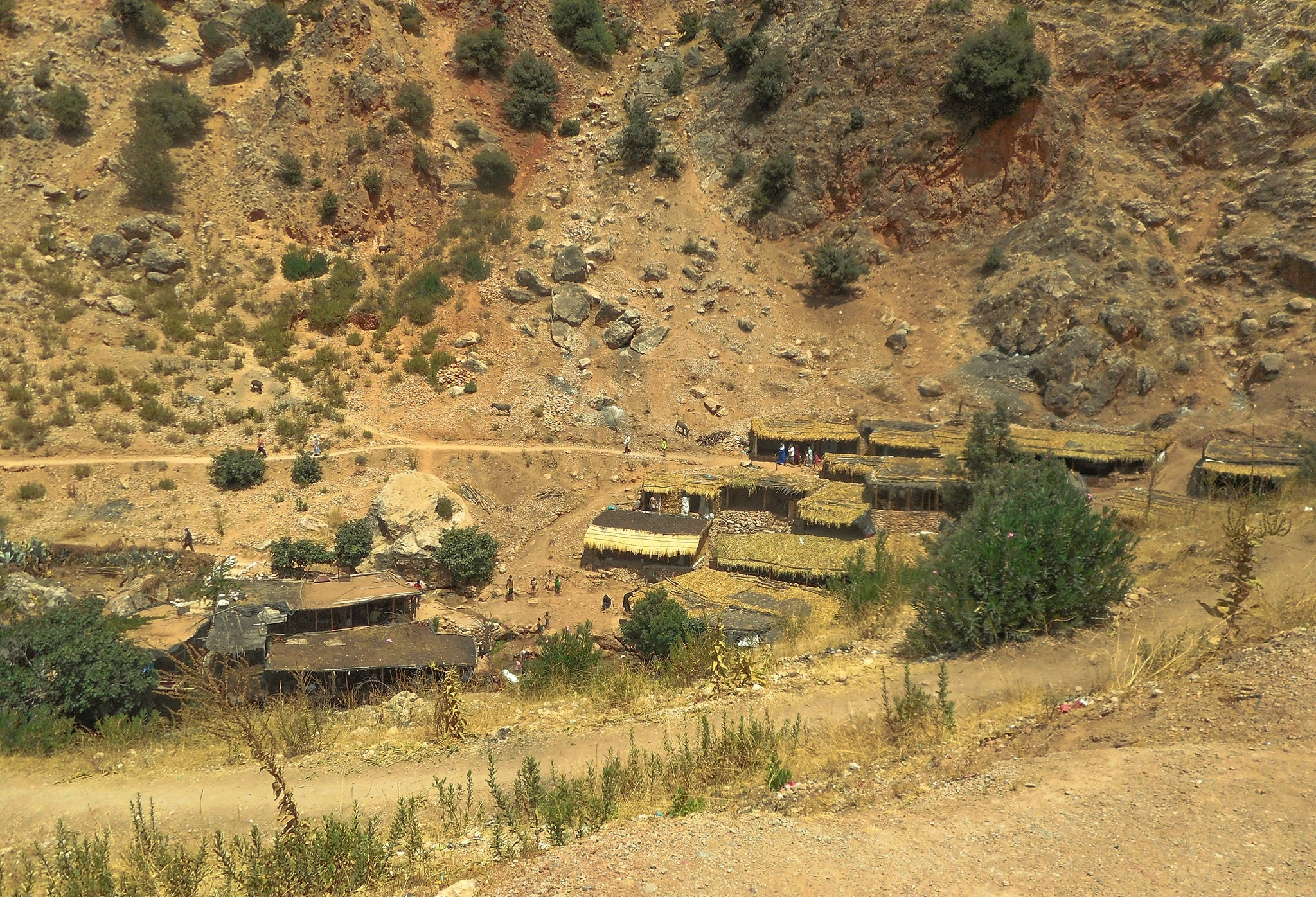
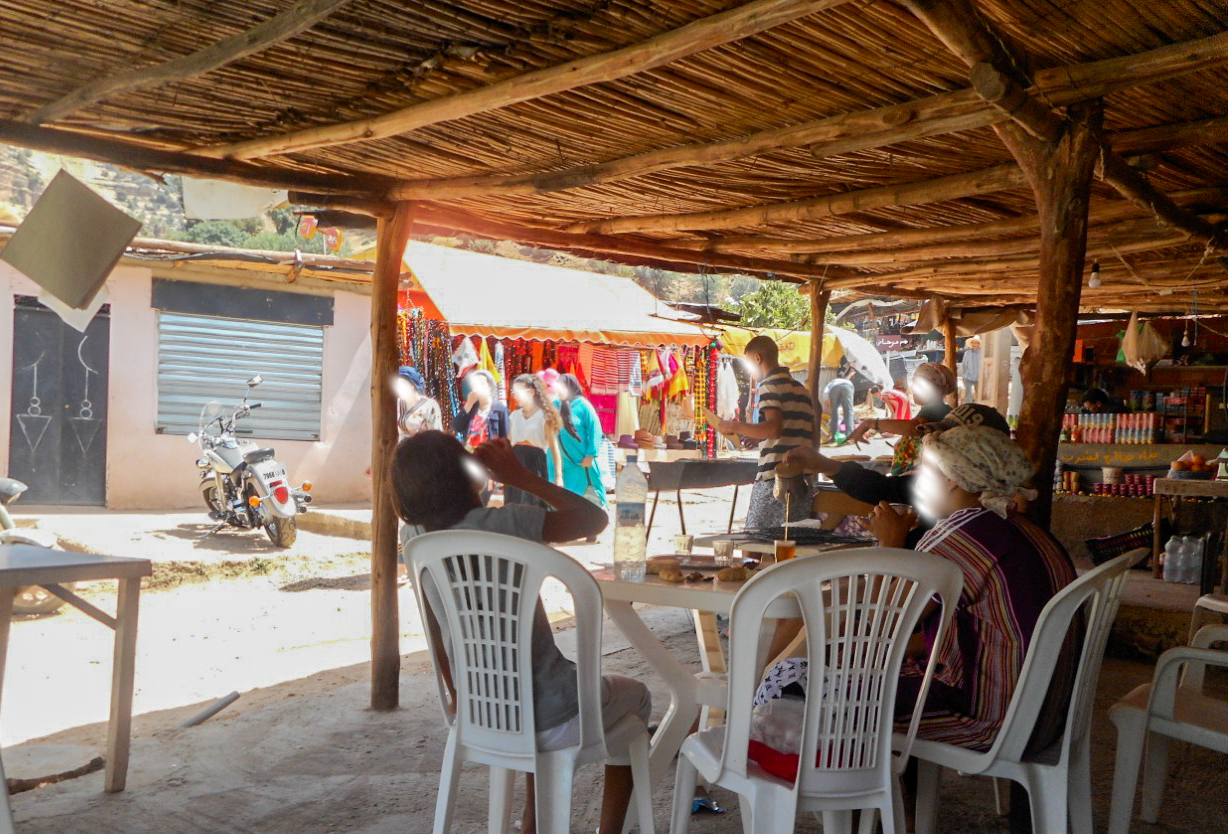